# ウルスラ・クチンスキー
ウルスラ・マリア・クチンスキー（ドイツ語: Ursula Maria Kuczynski、1907年5月15日 - 2000年7月7日）はドイツ人女性。ソビエト連邦のスパイ、作家、童話作家。筆名ルート・ヴェルナー（ドイツ語: Ruth Werner）。アーシュラ・バートン（Ursula Beurton）、ウルスラ・ハンブルガー（Ursula Hamburger）の別名があり、コードネームはソーニャ（Sonja, Sonya）。

## 生涯
ドイツ・ベルリンでユダヤ人として生まれる。1926年ドイツ共産党に入党する。1929年、建築家でソビエト連邦赤軍参謀本部情報局スパイのルドルフ・ハンブルガーと結婚した。
1930年に上海へ渡り、リヒャルト・ゾルゲの助手かつ愛人として活動した。1933年、ゾルゲの推薦でモスクワの諜報学校に送られて訓練を受け、その後満州およびスイスで活動した。第二次世界大戦中には2番目の夫レン・バートン（Len Beurton）とともに、家族が亡命していたイギリスで暮らし、マンハッタン計画の中枢に入ることになる核物理学者クラウス・フックスをスパイとして引き入れた。
戦後、アメリカおよびイギリスのスパイ捜索の手が及ぶとドイツ民主共和国（東ドイツ）に帰国し、作家として過ごした。1950年にドイツ社会主義統一党に入党。フックスを情報提供者として組織し、プルトニウム型核爆弾の設計図をソ連にもたらすのに寄与した功績により、ソ連から英雄勲章を2回受章した。1989年のベルリンの壁崩壊後、手記が公開され、1991年のソビエト連邦の崩壊後、諜報部員であったことが明らかになった。

## 評伝
- ベン・マッキンタイアー（Ben Macintyre）『ソーニャ、ゾルゲが愛した工作員 愛人、母親、戦士にしてスパイ』小林朋則訳、中央公論新社、2022年